# Любомир Динев (офицер)
Любомир Миланов Динев е български офицер, генерал-майор.

## Биография
Роден е на 25 януари 1939 г. в кюстендилското село Долно Уйно. Основното си образование завършва в родното си село, а средно в Първа мъжка гимназия в Кюстендил. От 1957 до 1960 г. учи във Военното народно инженерно-свързочно училище „Георги Дамянов“ в Силистра. След това е служи като командир на химически взвод в тридесет и втори мотострелкови полк в Дупница. През 1961 г. се създава първи армейски батальон за химическа защита, а Любомир Динев е един от неговите основатели. През 1969 г. завършва Военната академия за химическа защита „С. К. Тимошенко“ с отличие. През 1977 г. защитава и докторска дисертация в академията. През 1980 г. завършва Военната академия на Генералния щаб на СССР. Бил е началник на участък за ремонт на ХВТ, старши помощник-началник отдел в Управление „Химически войски“ на Министерството на народната отбрана, началник на Химическите войски на армия, началник на щаба на Химически войски. В периода 16 октомври 1985 – 14 януари 1992 е началник на Управление „Химически войски“ към Министерството на отбраната, като във връзка с реогранизацията на управлението в отдел на 1 септември 1997 г. е освободен от длъжността началник на управление „Химически войски“ на ГЩ на БА и назначен за началник на отдел „Ядрена, химическа и биологическа защита“ в ГЩ на БА.След това до 1999 г. е началник на същото управление в Генералния щаб. На 3 май 1999 г. е освободен от длъжността началник на отдел „Ядрена, химическа и биологическа защита и екология“ в Генералния щаб и от кадрова военна служба.

## Образование
- Военно народно инженерно-свързочно училище „Георги Дамянов“ – 1957 – 1960
- Военната академия за химическа защита „С. К. Тимошенко“ – до 1969
- Военна академия на Генералния щаб на СССР – до 1980